# Thomas Frankenbach
Thomas Frankenbach (* 10. Januar 1973 in Wiesbaden) ist ein deutscher Gesundheitswissenschaftler, Bewegungstrainer und Autor.

## Leben und Werdegang
Frankenbach absolvierte zunächst eine Ausbildung zum Krankenpfleger am St. Vincenz-Krankenhaus in Limburg an der Lahn und studierte dann Ernährungswissenschaften an der Hochschule Fulda sowie psychosoziale, integrative und komplementäre Gesundheitswissenschaften am Interuniversitären Kolleg Graz. Es folgten Ausbildungen in Ernährungsberatung (Berufsverband Oecotrophologie VDOE), Entspannungs- und Stressbewältigungsverfahren sowie Psychotherapie (Integrative Gestalttherapie).
1988 begann Frankenbach mit dem Karatesport und ist Träger des 2. Dan im stiloffenen Karate, des 2. Dan im Kickboxen, des 1. Dan im Shōtōkan-Karate sowie Ausbilder für Selbstverteidigung. In verschiedenen Kampfsportverbänden belegte er nationale und internationale Podiumsplatzierungen. Bei der Weltmeisterschaft der WKC (World Karate and Kickboxing Council) 2012 im spanischen Cádiz erreichte er als Karateka das Viertelfinale.
Ab 1996 arbeitete Frankenbach zunächst als Fitnesstrainer und Seminarleiter für Stressbewältigung sowie Ernährungs- und Bewegungsthemen an Sportschulen, privaten Bildungsakademien und Berufsschulen. Erste entsprechende Beiträge für Fach- und Publikumszeitschriften folgten im Zuge eines studienbegleitenden Praktikums in der Redaktion des Fit-for-Fun-Magazins in Hamburg 2000.
Seit 2004 ist Frankenbach Mitglied der Internationalen Interessengemeinschaft für Gesunde Lebensmittel (IgFÜR), die von dem tegut-Vorstand Georg Sedlmaier gegründet wurde. Dort wirkt er in regelmäßigen Abständen als Referent für bio- psycho- soziale Gesundheitsthemen.
2004 arbeitete er als Dozent für Nonverbale Kommunikation und Bewegungslehre im Bereich Psychosocial Health an der Internationalen Sommeruniversität der Hochschule Fulda.
Seit dem Jahr 2004 berät Frankenbach international erfolgreiche Profi- und Amateursportler sowohl psychologisch, als auch in Fragen der Trainings-, Ernährungs- und Regenerationsgestaltung.
Seit 2005 leitet er den Fachbereich Ernährung und Bewegung in der Rehaklinik Dr. Wüsthofen in Bad Salzschlirf.
Im Rahmen klinischer Studien, wissenschaftlicher Arbeiten und Publikationen hat Frankenbach die Wechselwirkungen zwischen Ernährung, Körper sowie soziologischen und psychologischen Einflussfaktoren behandelt.
Frankenbachs Arbeit ist charakterisiert durch die Verknüpfung tiefenpsychologischer Sichtweisen mit Aspekten der Bewegungslehre, körperlichem Befinden und körperlicher Leistungsfähigkeit. In seinem Buch Warum Läufer beharrlich sind und Surfer das Leben genießen – was Dein Sport über Dich verrät (2012) befasst er sich mit den tiefenpsychologischen Aspekten hinter der Motivation, Sport zu treiben. Vor diesem Hintergrund kann nach Frankenbachs Auffassung die Auseinandersetzung mit den individuellen Motiven, Sport zu treiben auch zur Förderung der Selbstreflexion eingesetzt werden. Seine Ausführungen basieren dabei auf den tiefenpsychologischen Denkmodellen von Sigmund Freud, Carl Gustav Jung und Michael Balint sowie auf Aspekten von Psychosomatik und sportartspezifischer Körpersprache.
In seinem Buch Somatische Intelligenz (2014) behandelt Frankenbach die Fähigkeit des Organismus, über Signale wie Appetit, Aversion und Bekömmlichkeit, individuelle Ernährungsbedürfnisse eines Menschen anzuzeigen. Basierend auf seinem ernährungswissenschaftlichen und gestalttherapeutischen Hintergrund, stellt er im selben Werk ein Übungsprogramm zur Förderung der Wahrnehmung dieser Körperimpulse vor.

## Veröffentlichungen (Auswahl)
- Somatische Intelligenz – Hören, was der Körper braucht. Koha. Burgrain. 2014.
- Gesundheitszwänge. (Hrsg. Hoefert W. und Klotter, C.) Kapitel Vegetarismus. Pabst Science Publishers. Lengerich. 2013.
- Warum Läufer beharrlich sind und Surfer das Leben genießen – Was Dein Sport über Dich verrät. Koha. Burgrain. 2012.
- Vegetarier in Deutschland – Historische, soziokulturelle und diätetische Aspekte. Scripta Mercaturae. St. Katharinen. 2008.